# Горња Бистрица
Горња Бистрица (словен. Gornja Bistrica, мађ. Felsőbeszterce) је насељено место у општини Чреншовци, Помурска регија, Словенија.

## Историја
До територијалне реорганизације у Словенији била је у саставу старе општине Лендава.

## Становништво
У попису становништва из 2011. године, Горња Бистрица је имала 725 становника.
| Број становника према пописима | Број становника према пописима | Број становника према пописима |
| ------------------------------ | ------------------------------ | ------------------------------ |
| 1991                           | 2002                           | 2011                           |
| 815                            | 701                            | 725                            |